# Гарфілд (округ, Монтана)
Шаблон:StateAbbr_ 47°17′ пн. ш. 106°59′ зх. д. / 47.28° пн. ш. 106.99° зх. д.
Округ Гарфілд (англ. Garfield County) — округ (графство) у штаті Монтана, США. Ідентифікатор округу 30033.

## Історія
Округ утворений 1919 року.

## Демографія
За даними перепису
2000 року
загальне населення округу становило 1279 осіб, усе сільське.
Серед мешканців округу чоловіків було 660, а жінок — 619. В окрузі було 532 домогосподарства, 366 родин, які мешкали в 961 будинках.
Середній розмір родини становив 2,93.
Віковий розподіл населення поданий у таблиці:
| Стать    | До 15 років | 15-21 | 22-29 | 30-39 | 40-49 | 50-65 | 65-85 | Понад 85 |
| -------- | ----------- | ----- | ----- | ----- | ----- | ----- | ----- | -------- |
| Чоловіки | 136         | 64    | 53    | 68    | 108   | 126   | 96    | 9        |
| Жінки    | 113         | 59    | 39    | 80    | 89    | 97    | 116   | 26       |

## Суміжні округи
- Веллі — північ
- Маккоун — схід
- Прері — схід
- Кастер — південний схід
- Роузбад — південь
- Петролеум — захід
- Філліпс — північний захід